# Klášter Seligenthal
Klášter Seligenthal je ženský cisterciácký klášter v bavorském Landshutu v okrsku řezenské diecéze.

## Historie

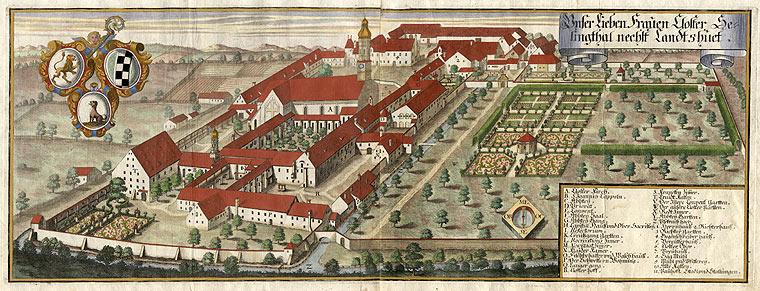
Veduta kláštera z 18. století

Klášter byl založen roku 1232 Ludmilou, vdovou po zavražděném bavorském vévodovi Ludvíkovi Kelheimském. Postupem času se stal rodovým klášterem wittelsbašské dynastie a fungoval jako rodové pohřebiště.
Dnes je klášter opět funkční a sídlí v něm jeptišky.

### Pohřbeni v klášteře
- Ludmila Přemyslovna, † 1240
- Jindřich XIII. Bavorský, † 1290
- Jindřich II. Dolnobavorský, † 1339
- Jan I. Dolnobavorský, † 1340
- Ota V. Bavorský, † 1379
- Fridrich Bavorský, † 1384